# Rachid Mekhloufi

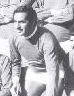
Rachid Mekhloufi (1974)

Rachid Mekhloufi, auch in der Schreibweise Mekloufi (arabisch رشيد مخلوفي, DMG Rašīd Maḫlūfiyy; * 12. August 1936 in Sétif, Algerien; † 8. November 2024) war ein französischer und algerischer Fußballspieler und -trainer.

## Die Vereinskarriere
Rachid Mekhloufi kam zu Beginn der Spielzeit 1954/55 aus Algerien, das seinerzeit zum französischen Kolonialbesitz gehörte und verwaltungsmäßig in die französische Republik integriert war (Algérie française); ein Landsmann hatte ihn den Verantwortlichen des Erstligisten AS Saint-Étienne empfohlen. Dessen Trainer Jean Snella sah sich den talentierten Spieler im Probetraining keine halbe Stunde lang an und urteilte: „Wer etwas vom Fußball versteht, erkennt Rachids Klasse von der ersten Ballberührung an.“ Ein paar Tage später, in einem Saisonvorbereitungsspiel, führte Rachid Mekhloufi die ihm noch unbekannten Mitspieler mit seiner Inspiration, Technik und dem Blick für die Situation an und erzielte zudem drei der sechs Tore.
Der als Außenläufer oder halbrechter Stürmer eingesetzte Spielmacher wurde knapp drei Jahre später mit den Verts zum ersten Mal französischer Meister, und schon 1956 war er auch erstmals in die französische Nationalelf berufen worden. Außerdem war er 1956 zweit- und 1957 fünftbester Torschütze in Frankreichs höchster Spielklasse, obwohl seine Mannschaft mit Eugène Njo-Léa über eine gleichfalls sehr erfolgreiche, echte Sturmspitze verfügte.
Mitte der 50er Jahre hatten sich in Algerien die Auseinandersetzungen um die nationale Selbständigkeit so weit entwickelt, dass die Unabhängigkeitsbewegung Front de Libération Nationale aus algerischen Fußballern eine Art inoffizielle Nationalmannschaft bildete, die in zahlreichen Ländern der Erde antrat, um für ihre politischen Ziele zu werben. Im April 1958 spielte auch Mekhloufi – u. a. neben seinen Kollegen aus der Équipe Tricolore, Abdelaziz Ben Tifour und Mustapha Zitouni (beide AS Monaco) – für diese FLN-Auswahl; der französische Fußballverband FFF reagierte umgehend und sperrte alle drei Kicker. Auch sein Verein verzichtete fortan auf Mekhloufis Dienste, der in den folgenden Jahren weiter für Algerien spielte, nur kurzzeitig unterbrochen von einer Verpflichtung bei Servette Genf, wohin ihn Trainer Jean Snella geholt hatte.
Die FLN-Mannschaft löste sich erst nach dem Waffenstillstandsabkommen von Évian (März 1962) auf – und Rachid Mekhloufi wurde bei seinem alten Verein mit offenen Armen empfangen, obwohl sich das Präsidium nicht sicher war, wie die Zuschauer auf die Rückkehr eines Mannes reagieren würden, der sich jahrelang gegen Frankreich betätigt hatte. Es war dann wie bei seinem Probetraining acht Jahre früher: mit dem ersten Ballkontakt zog er das Publikum im Stade Geoffroy-Guichard in seinen Bann. Er blieb den Stéphanois auch in der zweiten Liga treu (1962/63), und in den folgenden fünf Spielzeiten führte er sie zu drei weiteren Meistertiteln: im Jahr des Wiederaufstiegs 1964, als Trainer Snella zur ASSE zurückgekehrt war, dann 1967 sowie 1968 unter dem Ex-Nationaltrainer Batteux, der Mekhloufi 1956 zu den Bleus geholt hatte. In dieser letzten Saison wurde Saint-Étienne auch noch Pokalsieger und gewann somit seinen ersten Doublé (Meisterschaft und Pokal in derselben Spielzeit). Mekhloufi hatte daran maßgeblichen Anteil: im Endspiel führten die Girondins Bordeaux schon nach vier Minuten mit 1:0, bevor der torgefährliche Spielmacher der Verts nach einer halben Stunde den Ausgleich und eine Viertelstunde vor Schluss auch den Siegtreffer erzielte – per Elfmeter, den er sogar noch wiederholen musste. Bei einem späteren Empfang der Pokalsiegerelf lobte Frankreichs Präsident Charles de Gaulle Mekhloufi mit den Worten „Sie sind Frankreich!“.

### Stationen
- USM Sétif (bis 1954)
- AS Saint-Étienne (1954–1958)
- Algerische FLN-Auswahlmannschaft (1958–1962, kurzzeitig auch Servette Genf)
- AS Saint-Étienne (1962–1968, davon 1962/63 in der D2)
- SEC Bastia (1968–1970, als Spielertrainer)

## Der Nationalspieler
Von Oktober 1956 bis Dezember 1957 bestritt Rachid Mekhloufi vier Länderspiele für die Équipe Tricolore und sein Platz im französischen Aufgebot für die Fußball-Weltmeisterschaft 1958 schien sicher. Zudem war er im Juli 1957 mit Frankreich Militärweltmeister geworden. Seine Stellungnahme zugunsten der politischen Unabhängigkeit seines Heimatlandes (siehe oben) verhinderte dann allerdings die WM-Teilnahme. Auch nach seiner Rückkehr (1962) trug er nie mehr das Trikot der Bleus – trotz seiner Titel und obwohl er in diesen Jahren dreimal als bester Feldspieler der Division 1 ausgezeichnet wurde.
Dafür kam er von Juli 1963 bis Dezember 1968 in neun offiziellen Partien für die nach der Unabhängigkeit neu gebildete algerische Nationalmannschaft zum Einsatz. Darunter waren Spiele gegen Brasilien und die UdSSR sowie eine Begegnung gegen Deutschland, das um den Jahreswechsel 1963/64 erst sein zweites (gegen Marokko) und drittes Spiel überhaupt gegen afrikanische Mannschaften bestritt. Algerien bezwang das DFB-Team – in einer der letzten Begegnungen unter Bundestrainer Herberger – am Neujahrstag 1964 mit 2:0. Auch die ehemaligen Frankreich-Profis Oudjani, Khennane (dies die beiden Torschützen), Zitouni und Torhüter Boubekeur standen neben Mekhloufi in der siegreichen Mannschaft.

## Nach seiner aktiven Zeit
1968 erhielt Mekhloufi das Angebot, als Spielertrainer bei Aufsteiger SEC Bastia zu arbeiten, und tat dies erfolgreich (Platz 6 im ersten Jahr). Dort traf er auch René Ferrier, seinen langjährigen Mitspieler aus Saint-Étienne, wieder. Von 1971 bis 1972, 1975 bis 1979 und erneut Anfang der 1980er Jahre war er algerischer Nationaltrainer und bei der Weltmeisterschaftsendrunde 1982 in dieser Funktion ein Hauptbetroffener des „Nichtangriffspakts von Gijón“ zwischen Deutschland und Österreich. Während der zweiten Hälfte der 1970er Jahre hatte er mit Amar Rouaï auch einen ehemaligen Mittelfeldkollegen aus der FLN-Auswahl in seinen Trainerstab geholt. 1988 fungierte Mekhloufi kurzzeitig sogar als Präsident des algerischen Fußballverbandes. Außerdem betreute er 1972 bei der „Mini-WM“ anlässlich des 150. Jahrestags der brasilianischen Unabhängigkeit und 1973 bei einem lateinamerikanisch-afrikanischen Turnier in Mexiko die afrikanische Kontinentalauswahl. Anfang des 21. Jahrhunderts setzte Mekhloufi sich mit seiner Frau im tunesischen La Marsa zur Ruhe.

### Stationen
- 1968 bis 1970: SEC Bastia
- 1971 bis 1972: Nationaltrainer Algeriens
- 1975 bis 1979: Nationaltrainer Algeriens
- Anfang der 1980er-Jahre: Nationaltrainer Algeriens

## Dokumentation
Éric Cantona war Moderator einer Filmdokumentation, die 2012 mit dem Namen Rebellen am Ball bei Arte ausgestrahlt wurde. Diese Dokumentation beleuchtet auch das Schicksal Rachid Mekhloufis und sein Engagement für die Unabhängigkeit seines Landes.

## Palmarès
- Französischer Meister: 1957, 1964, 1967, 1968
- Französischer Pokalsieger: 1968
- Europapokal der Landesmeister: Teilnahme 1957/58, 1964/65 und 1967/68 (8 Spiele, 2 Tore)
- 341 Einsätze und 143 Tore in der Division 1 (274/123 für Saint-Étienne, 67/20 für Bastia)
- 1963/64, 1965/66 und 1966/67 mit dem Étoile d’Or von France Football als beständigster Feldspieler der Saison ausgezeichnet
- 4 A-Länderspiele für Frankreich
- Nationalspieler für Algerien
- Militärweltmeister 1957 mit Frankreich